# Pietro Cugini (architetto)
Pietro Cugini (Colorno, 2 agosto 1750 – Colorno, 12 gennaio 1821) è stato un architetto italiano.

## Biografia
Frequentò l'Accademia parmense di belle arti, dove fu allievo del Petitot. Nel 1771 meritò una segnalazione per un progetto di teatro nel concorso di architettura dell'Accademia. Nel 1774 vinse il secondo premio per il progetto di un "Magnifico palazzo destinato ad accogliere la famiglia Reale"; nel 1777 ancora un secondo premio  per il "Piano di elevazione e gli spaccati di un Edificio destinato a albergare le arti e le scienze". Nel 1778 vinse finalmente il primo premio per il progetto di un "Anfiteatro per le dimostrazioni di fisica, anatomia e chimica e ogni altro artifizio della natura". In quell'anno, con decreto ducale, fu ammesso con Raffaele Cugini alla congregazione degli edili e con lui incaricato della sovrintendenza alle Reali Fabbriche di Colorno.
Nel 1771 fu costruito su suo progetto il piccolo oratorio della Beata Vergine del Buon Cuore a Copermio, presso Colorno. Gli è attribuito il progetto per la ricostruzione della chiesa di Santo Stefano a Colorno (1781). Il suo incarico più prestigioso fu però quello dell'ampliamento  e modifica dell'orientamento della cappella ducale di San Liborio, affidatogli dal duca di Parma Ferdinando di Borbone nel 1791. Il progetto iniziale era del Petitot ma fu notevolmente modificato dal Cugini, assumendo caratteri ben diversi.
I suoi lavori successivi mostrano un progressivo distacco dagli insegnamenti del Petitot, orientandosi verso uno stile più marcatamente neoclassico. Ne è esempio un suo disegno per la facciata di una chiesa, venduto dalla casa d'aste Christie's a Roma nel 1982.
L'ultima sua opera nota è il progetto della chiesa di San Biagio a Torrile, inaugurata l'anno successivo alla sua morte, avvenuta a Colorno il 12 gennaio 1821.